# 大魯阿哈河

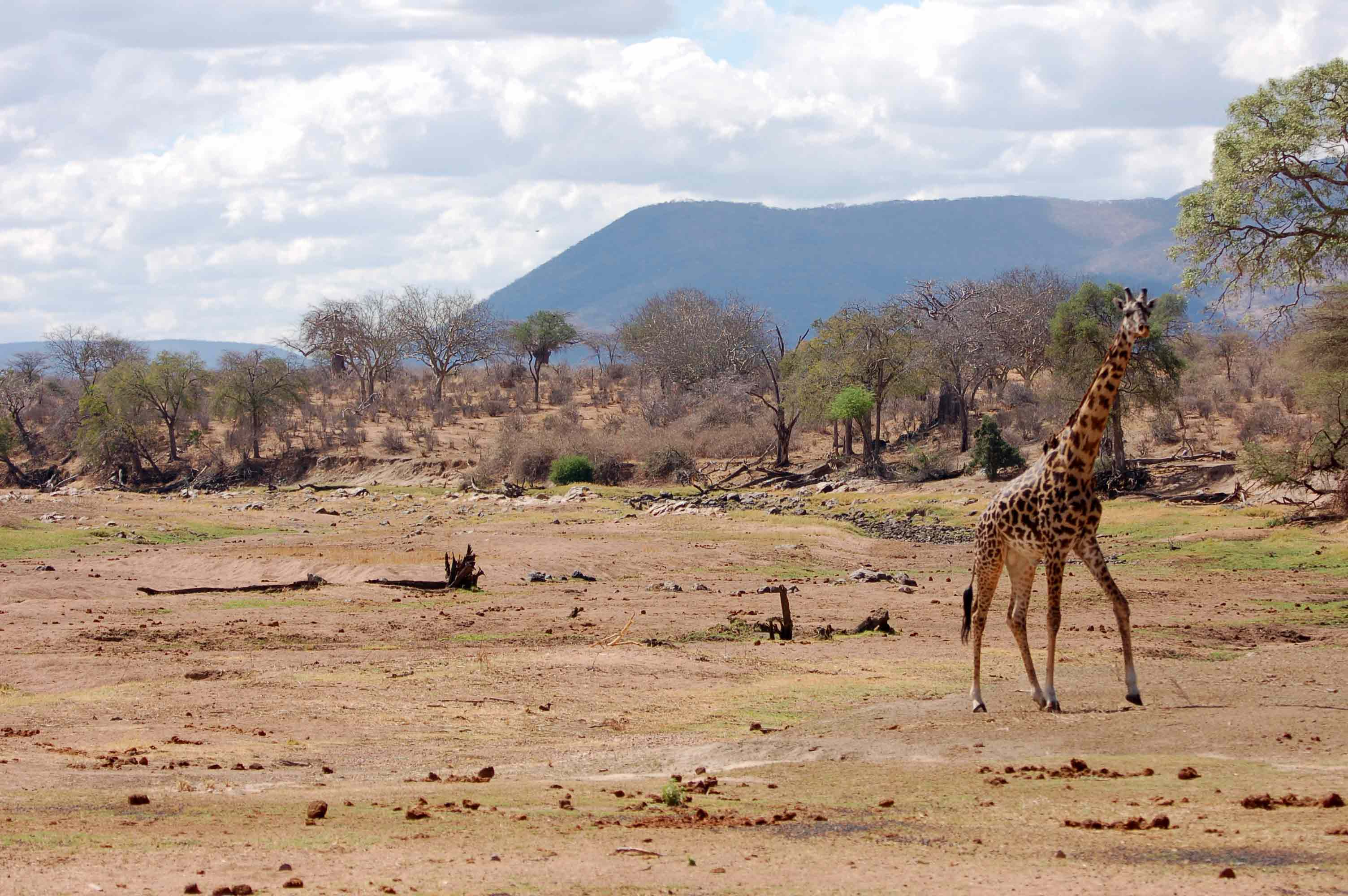
乾涸的大魯阿哈河，2006年

大魯阿哈河（Great Ruaha River）是坦桑尼亞中南部的河流，注入魯菲吉河，河道全長475公里，流域面積68,000平方公里，每年平均流量每秒140立方米，為魯菲吉河流域提供22%流量。大魯阿哈河有38種魚類，附近的居民以捕魚和畜牧為生。

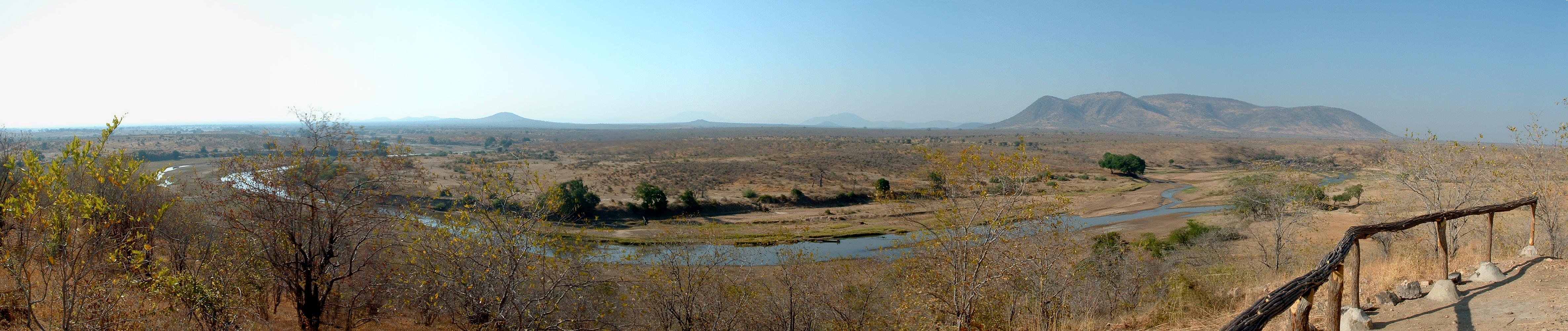
大魯阿哈河，2003年7月27日